# 零空間

カーネルの例：線形演算子 は、直線上のすべての点を 零点 に変換し、線形演算子のカーネルを形成します。

数学、特に関数解析学において、線型作用素 A: V → W の零空間（ゼロくうかん、れいくうかん、英: null space）あるいは核空間（かくくうかん、英: kernel space）とは、
{\displaystyle \operatorname {Ker} (A):=\{{\boldsymbol {x}}\in V;A{\boldsymbol {x}}={\boldsymbol {0}}\}}
のことである。Ker(A) は N(A) や Nul(A) などとも書かれる。特に Ker は零空間が線型写像としての A の核 (英: kernel) に当たることを意味するのであるが、零空間という語を用いる文脈においては、核という言葉を熱核 (heat kernel) などの積分核に対して用いていることがほとんどであろうから注意されたい。
また、零空間という語をもちいる文脈においては、線型写像の像 (image) は値域 (range) と呼ばれ、線型作用素 A の値域は Ran(A) や R(A) と綴るのが通例のようである。
零空間は、ベクトル空間 V の部分空間である。さらに、 商空間 V/(Ker A) は、 A の像 {\displaystyle R(A):=\{{\boldsymbol {y}}\in W;\ \exists \ {\boldsymbol {x}}\in V{\text{ s.t. }}{\boldsymbol {y}}=A{\boldsymbol {x}}\}} に同型である；特に次元について
{\displaystyle \dim \operatorname {Ker} (A)=\dim V-\dim R(A)}
が成り立つ。
Ker A = {0} であることと、線型写像 A が単射であることとは同値である。
もし、V と W が有限次元であり、基底が選ばれているならば、A は行列 M として表すことができて、 零空間は、線型連立方程式 Mx = 0 を解くことで計算できる。零空間の次元は、行列 M の列の数から階数 rank M を引くことで与えられ、それはまた行列 M の退化次数 (nullity) でもある。